# Jimmy Coneys
James „Jimmy“ Coneys (* 14. April 1914 in Rochdale; † Januar 1998 in Blackburn) war ein englischer Fußballspieler.

## Karriere
Coneys, der irischer Abstammung war, wuchs in einem Waisenhaus auf, nachdem sich seine Eltern getrennt hatten. Ab 1928 gehörte er dem groundstaff der Bolton Wanderers an, damit verdiente er seinen Lebensunterhalt mit Hilfsarbeiten und trainierte zudem beim Klub; im März 1933 soll er dort zum Profi aufgestiegen sein. 1931 wollte Joe Smith Coneys zum FC Reading holen, ein Wechsel scheiterte aber am Widerspruch von Coneys’ Vater. Zu einem Pflichtspieleinsatz für Boltons erste Mannschaft kam er nicht, im Sommer 1933 schloss er sich dem AFC Rochdale an.
Bei Rochdale kam Coneys erstmals am 27. Januar 1934 gegen den FC Chesterfield in der Third Division North anstelle von Will Rigby auf der rechten Halbstürmerposition zum Einsatz, die 0:1-Niederlage war aber zunächst sein einziger Auftritt. Wenig später zog Coneys zu Verwandten ins 80 Kilometer westlich gelegene Southport, da er in Rochdale keine Arbeit fand. Dort spielte er beim lokalen Profiklub FC Southport vor, im Saisonverlauf hatte er noch aufseiten Rochdales vermutlich in der Lancashire Combination gegen Southports Reserve gespielt. Gemeinsam mit drei weiteren Debütanten kam er auf Amateurbasis am 17. Februar 1934 zunächst im Reserveteam zum Einsatz. Coneys überzeugte dabei, bereits eine Woche später wurde er bei einem 1:1 gegen den AFC Gateshead als rechter Halbstürmer in der Third Division North aufgeboten, und auch bei der folgenden 1:3-Niederlage gegen den AFC Barrow bildete er mit Bob Griffith die rechte Angriffsseite. Wenige Tage später wurde seine Zugehörigkeit aber wieder gelöst und er kehrte zu Rochdale zurück. Dort kam er Ende März bei einer 1:6-Niederlage gegen York City zu einem weiteren Einsatz in der Football League, wobei die Presse urteilte, dass Rochdales Innensturmtrio, bestehend aus John Smith, Jimmy Collins und Coneys, „Geschwindigkeit und Durchschlagskraft so bedauerlich vermissen ließ. Rochdales Schwäche war die Unfähigkeit der Stürmer ihre Chancen zu nutzen oder effektive Treffsicherheit zu Stande zu bringen.“ Ansonsten musste er sich bei Rochdale mit Einsätzen im Reserveteam begnügen, für das er im April 1934 einen Doppelpack erzielte und noch bis August 1934 zum Einsatz kam.
In der Folge spielte er für ein Jahr in der Cheshire League, zunächst ab September 1934 für den FC Hurst, im April 1935 schloss er sich dem Ligakonkurrenten Witton Albion an. Im September 1935 kehrte er mit seinem Wechsel zu Bacup Borough in die Lancashire Combination zurück, sein Karriereende erfolgte wegen einer Knieverletzung.
Im Zweiten Weltkrieg diente Coneys in der Royal Garrison Artillery und wurde 1940 in der Schlacht von Dünkirchen schwer verwundet. Er lag zwölf Monate in einem Krankenhaus, musste anschließend zeitlebens an Krücken gehen und hatte eine Metallplatte im Kopf. Seinen Lebensunterhalt verdiente er als Fahrstuhlführer.